# Otto Pötzl
Otto Pötzl est un neurologue et psychiatre autrichien né le 29 octobre 1877 à Vienne et mort le 1er avril 1962 dans la même ville.

## Biographie
Fils du journaliste et écrivain Eduard Pötzl (de), Otto Pötzl naît à Vienne en Autriche le 29 octobre 1877. Otto étudie la médecine à l'université de Vienne. Il complète ses études le 15 janvier 1901.
En 1911, il obtient une habilitation en psychiatrie et en neurologie de l'université de Vienne.
En 1919, Otto Pötzl est nommé professeur extraordinarus. En 1922, il succède à Arnold Pick comme professeur de psychiatrie à l'université Charles de Prague. Nommé successeur de Julius Wagner-Jauregg, il retourne dans sa ville natale et atteint l'apogée de sa carrière en tant que professeur titulaire et directeur de la clinique universitaire psychiatrique-neurologique de Vienne (1928-1945). Il adhère au NSDAP en 1930.
Otto Pötzl meurt le 1er avril 1962 à Vienne en Autriche.
Le physicien Johannes Pötzl (de) (1930–1993) est son fils.